# 長崎市立土井首中学校
長崎市立土井首中学校（ながさきしりつ どいのくびちゅうがっこう、Nagasaki City Doinokubi Junior High School）は、長崎県長崎市江川町にある公立中学校。略称「土井中」（どいちゅう）。

## 概要
歴史
1947年（昭和22年）の学制改革で新制中学校として設置された。2012年（平成24年）に創立65周年を迎えた。
学校教育目標
「主体的に行動し、気づく目・感じる心を持ちながら、夢の実現に向かう生徒の育成」
校章
校名の「土」・「井」・「中」の文字を組み合わせた校章となっている。
校歌
作詞は福田清人、作曲は信時潔による。歌詞は4番まであり、歌詞に校名は登場しない。
分校
開成分校（〒850-0996 長崎市平山台二丁目34番1号 北緯32度39分42.1秒 東経129度49分32.9秒）
校区
長崎市立土井首小学校区、長崎市立南陽小学校区。開成分校の校区は長崎市立南陽小学校開成分校。

## 沿革
- 1947年（昭和22年）
  - 4月1日 - 学制改革（六・三制の実施）が行われる。
    - 土井首国民学校の初等科（6ヶ年）が改組され、長崎市立土井首小学校が発足。
    - 土井首国民学校の高等科（2ヶ年）と青年学校が改組され、「長崎市立土井首中学校」（新制中学校、現校名）が発足。

  - 4月15日 - 開校式を挙行。
  - 5月20日 - 青年学校女子部（裁縫）を開設。
- 1951年（昭和26年）3月5日 - 平瀬町に校舎（第一期工事）が完成。
- 1952年（昭和27年）6月10日 - 校舎（第二期工事）が完成。
- 1953年（昭和28年）5月22日 - 長崎市立青年研修所土井首分校が開設される。
- 1962年（昭和37年）1月10日 - ブラスバンド部を創立。
- 1969年（昭和44年）9月3日 - 現在地に鉄筋コンクリート造4階建ての新校舎が完成[2]。同年11月20日に移転を完了。
- 1971年（昭和46年）3月31日 - 体育館が完成。
- 1989年（平成元年）
  - 3月31日 - 校舎を増築。
  - 11月4日 - 新体育館が完成。
- 2001年（平成13年）8月3日 - ブラスバンド部、長崎県吹奏楽コンクール大会で金賞を受賞。
- 2002年（平成14年）4月1日 - 開成分校を設置。
- 2011年（平成23年）10月26日 - 土井首地区教育振興会及び同窓会より校旗が寄贈される。
- 2014年 (平成26年) 4月1日 - 通級指導教室を開設。
- 2015年 (平成27年) 1月7日 - 校舎耐震工事完了

## 部活動
- サッカー・軟式野球・バドミントン・ソフトテニス・バレー・バスケットボール・卓球
- 陸上・剣道・水泳・吹奏楽・美術・空手

## アクセス
最寄りのバス停
- 長崎バス「土井首中学校前」バス停　- 長崎駅方面から30番のバスに乗車。

最寄りの道路
- 国道499号・県道29号線

## 周辺
- 長崎県立長崎鶴洋高等学校
- 長崎市立南陽小学校
- 長崎市立土井首小学校

## 著名な出身者
- 御厨貴文（サッカー選手・カターレ富山）
- 長崎亭キヨちゃんぽん（長崎県住みます芸人・吉本興業所属。）

## 関連事項
- 長崎県中学校一覧